# Jacobo Kouffati
Jacobo Salvador Kouffati Agostini (Maturín, 30 giugno 1993) è un calciatore venezuelano, attaccante del Vinotinto.

## Carriera

### Club
Ha giocato nei campionati venezuelano, ecuadoriano, colombiano, cinese, cileno e peruviano.

### Nazionale
Ha esordito in nazionale nel 2016.

## Palmarès

### Competizioni nazionali
- Campionato colombiano: 1

Millonarios: 2017-II